# Kantonesisk slamkrypare
Kantonesisk slamkrypare (Periophthalmus modestus) är en fiskart som beskrevs av Theodore Edward Cantor 1842. Kantonesisk slamkrypare ingår i släktet Periophthalmus och familjen smörbultsfiskar. Inga underarter finns listade i Catalogue of Life.